# Quissamã Futebol Clube
Quissamã Futebol Clube foi uma agremiação esportiva da cidade de Quissamã, no Rio de Janeiro, fundada a 5 de janeiro de 1919. Seu estádio é o Municipal Antonio Carneiro da Silva, conhecido como Carneirão. Suas cores são azul e branco.

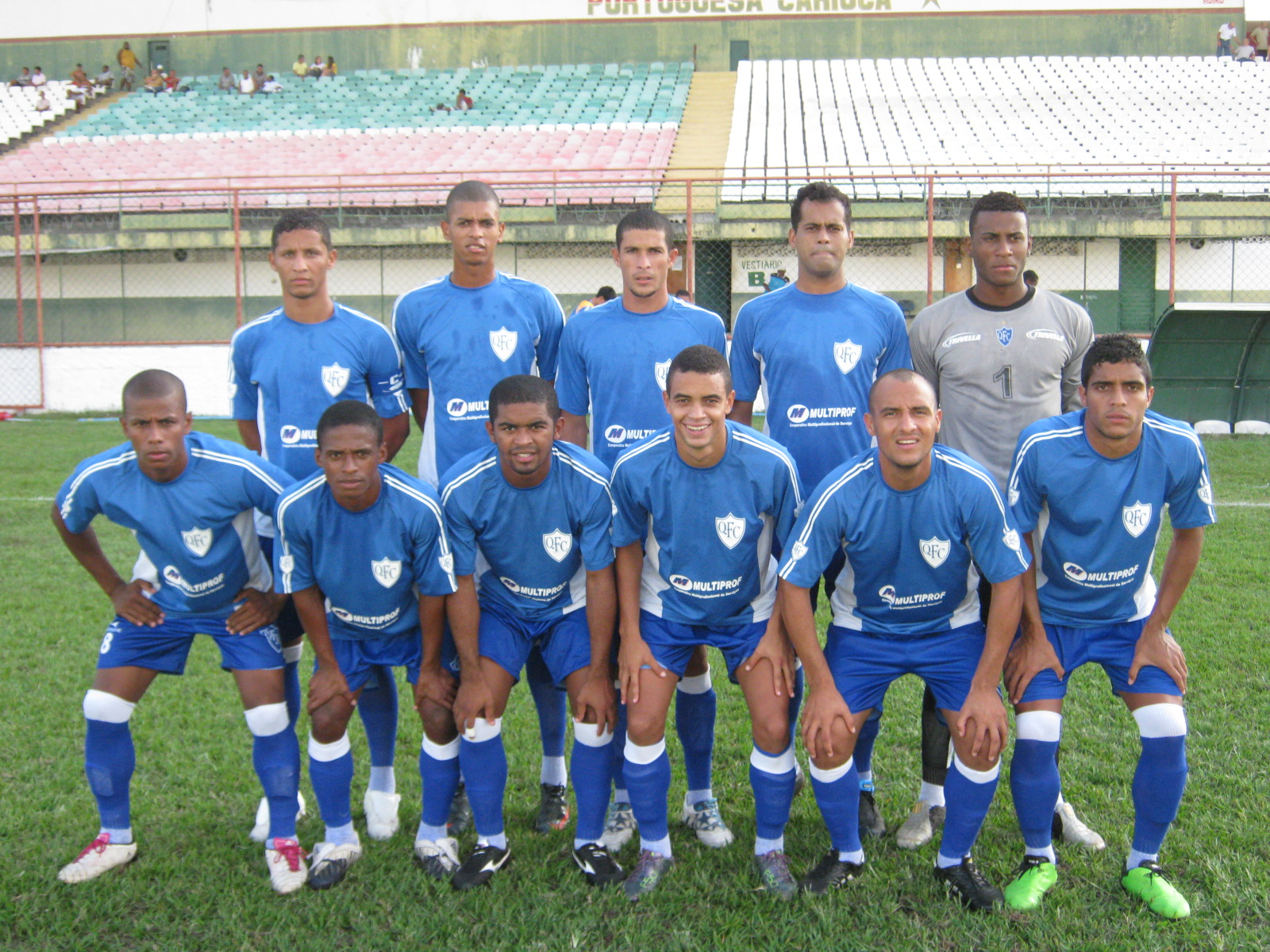
Equipe de profissionais em 2011

## História
Foi campeão da Liga Macaense de Desportos nos anos de 1949 e 1952.
Tem como maior ídolo da sua história o ex lateral-esquerdo Cortês, que já defendeu clubes como Grêmio, Botafogo, São Paulo e Benfica, de Portugal.
Estreou no profissionalismo em 2006, no mesmo ano ficou em décimo quarto lugar no Campeonato Estadual da Terceira Divisão. No ano seguinte ficou em quarto lugar, quase conseguindo o acesso.
Em 2008, foi quarto colocado na Copa Rio e sagrou-se campeão do Campeonato Estadual da 3ª divisão, sendo promovido à Segunda Divisão. Além do título, o Quissamã teve o artilheiro do Campeonato com 20 gols, o jogador Fabrício Ernesto Nogueira.
Em 2009, quando estreou na Segunda Divisão fez uma boa campanha e terminou em quarto lugar. Nos anos de 2010 e 2011 chegou bem próximo do acesso ficando na terceira colocação em ambos. Em 2012 a equipe se sagrou campeã e finalmente conseguiu o acesso para a elite do Futebol Carioca.
Em 2013, na primeira vez que disputou o Campeonato Carioca, o time entrou em uma crise financeira, que fez com que o clube fizesse péssima campanha e acabasse na última posição, voltando para a Segunda Divisão.
O ano de 2014 começou com mais problemas financeiros e levou o time a desistir de disputar a Segunda Divisão, tendo que pagar uma multa e ser rebaixado para o Campeonato Carioca da Série C. Em crise, o clube fecha as portas e encerra as atividades.

### Acusação de manipulação de resultados
Em 2016 o clube de Quissamã, já extinto, foi incluído em relatórios gerados pela equipe interna da FIFA que apontavam indícios de fraude em duas partidas do Campeonato Carioca de 2013 (Botafogo 4 x 0 Quissamã, em 16 de março de 2013, e Vasco 3 x 1 Quissamã, em 13 de abril de 2013), mas que não foram incorporados à investigação. Indícios apontavam que tinham havido manipulação de resultados nestas partidas, sendo alvo das quadrilhas asiáticas que fraudam resultados esportivos.
Sobre a partida com o Botafogo o relatório apontava: "As probabilidades parecem suspeitas em todos os bookmakers da Ásia. Logo antes do intervalo, as probabilidades eram normais, mas então elas caíram drasticamente, significando que muitos apostadores estavam colocando dinheiro em mais de 2.75 gols na partida. (...) Como houve mais três gols marcados na partida, todas essas apostas venceram.(...) Do nosso ponto de vista, esses movimentos de probabilidades são suspeitos e essa partida provavelmente foi manipulada".
Já sobre a partida com o Vasco falava tal relatório: "As probabilidades caíram de 2.12 para 1.46 nos primeiros 33 minutos do jogo, isso com uma linha constante de 2.75 gols. Como o jogo terminou com quatro gols no total, todas essas apostas venceram. (...) Baseado nos dados disponíveis, o comportamento das probabilidades durante o jogo é altamente suspeito e a partida provavelmente foi manipulada".
Tais quadrilhas asiáticas manipulavam resultados de vários campeonatos menores para que os times perdessem seu jogos em placares bem abertos, como 4 a 0. Um jogo que nem televisionado, com pouca presença de público, era muito mais fácil de manipular; os documentos mostram detalhadamente a oscilação de apostas antes e durante os jogos, com a movimentação suspeita que aponta a fraude. Houve prisões realizadas pela Polícia Civil no Rio de Janeiro, São Paulo e Ceará em operação denominada "Game Over" para combater a manipulação de resultados no futebol, todavia, apesar das suspeitas, nada ficou comprovado a respeito do clube de Quissamã.

## Títulos
| Estaduais                        | Estaduais | Estaduais  | Estaduais |
| Competição                       | Títulos   | Temporadas |           |
| -------------------------------- | --------- | ---------- | --------- |
| Campeonato Carioca - 2ª divisão: | 1         | 2012       |           |
| Campeonato Carioca - 3ª divisão: | 1         | 2008       |           |

## Campanhas de Destaque
- 4.º colocado da Copa Rio 2008

### Citadinos
- Liga Macaense de Desportos: 2 (1949 e 1952);